# Рождение свыше
Рождение свыше — библейский термин, сотериологическое и экклезиологическое понятие, означающее таинственное действие Бога в раскаявшемся грешнике , преобразование человека для новой духовной жизни с Богом. Рождение свыше является необходимым условием спасения человека. Среди христианских конфессий имеются некоторые различия, связанные с толкованием понятия «рождение свыше». 

## Рождение свыше в Библии
Понятие «рождение свыше» происходит от слов Иисуса Христа в разговоре с иудейским раввином Никодимом, согласно которым рождение свыше — обязательное условие вхождения человека в Царство Божие.

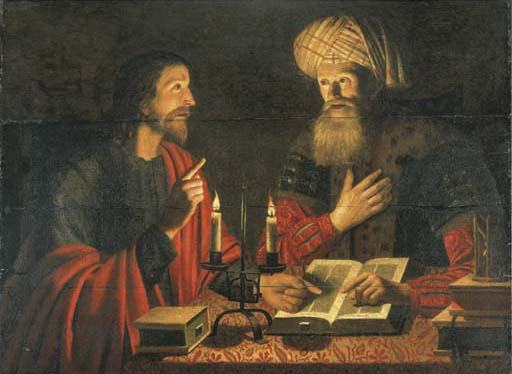
«Ночной разговор Иисуса и Никодима», картина Крейна Хендрикса

Иисус сказал ему в ответ: истинно, истинно говорю тебе, если кто не родится свыше, не может увидеть Царствия Божия. Никодим говорит Ему: как может человек родиться, будучи стар? неужели может он в другой раз войти в утробу матери своей и родиться? Иисус отвечал: истинно, истинно говорю тебе, если кто не родится от воды и Духа, не может войти в Царствие Божие».
— Ин. 3:3-5

## Сущность

### Воскресение
«Рождение свыше» — это воскресение духовно мёртвого человека для новой жизни с Богом. Христиане верят, что человеческая природа повреждена первородным грехом, от грешного человека может родиться только грешник. Такой человек послушен своей воле и воле сатаны. В момент рождения свыше в результате чуда грешник раскаивается и посвящает свою жизнь Богу.

### Новый человек
«Рождение свыше» — это не изменение старой природы, но передача человеку новой. В Ветхом Завете Бог обещает дать людям новое сердце и новый дух, забрать сердце каменное и дать сердце плотяное, чтобы люди исполняли Божьи заповеди.

И дам вам сердце новое, и дух новый дам вам; и возьму из плоти вашей сердце каменное, и дам вам сердце плотяное. Вложу внутрь вас дух Мой и сделаю то, что вы будете ходить в заповедях Моих и уставы Мои будете соблюдать и выполнять.
— Иез. 36:26-27
Поскольку ветхую природу невозможно исправить, Бог при «рождении свыше» создаёт в человеческом теле нового внутреннего духовного человека. В возрождённом человеке обитают две природы — ветхая и новая (Гал. 5:17), при «рождении свыше» Бог делает людей «причастниками Божеского естества» (2Пет. 1:4). В рождённом свыше человеке живёт Христос (Гал. 2:20).
По мнению пресвитерианского богослова Уильяма Баркли, автора популярного комментария к Евангелию: «Родиться свыше значит измениться так основательно, что это равнозначно новому рождению; это значит, что с душой произошло нечто такое, что можно охарактеризовать как полное перерождение…». При этом люди, пережившие возрождение, имеют об этом «внутреннее свидетельство от Духа Святого» и убеждение, что являются «детьми Божьими» и «наследниками вечной жизни».

### Роль Бога и человека
«Рождение свыше» происходит по инициативе Бога, это творческий акт Бога. Человек не может родиться свыше самостоятельно, по своей инициативе, путём каких либо заслуг, добрых дел и самосовершенствования. Он лишь принимает действие Божье.

А тем, которые приняли Его... от Бога родились
— Ин. 1:12-13

## Необходимость рождения свыше
«Рождение свыше» является единственным путём ко спасению, путём в Царство Божие, о чём однозначно говорит Иисус Христос в разговоре с Никодимом (Ин. 3:3). Ни возраст, ни пол, ни происхождение, ни положение не дают такого права.
Через «рождение свыше» Бог освобождает человека от бремени греха, от которого он не в состоянии избавиться самостоятельно, путём самосовершенствования.

## Момент и признаки рождения свыше

### В исторических церквях
В исторических церквях традиционно считается, что «рождение свыше», «рождение от воды и Духа» происходит в таинстве крещения.
Например, византийский богослов Феофилакт Болгарский в комментарии на отрывок из Евангелия, передающий разговор Иисуса Христа с Никодимом, писал:«Вода, видимо принимаемая, действует к очищению тела, а Дух, невидимо соединяющийся, — к возрождению невидимой души. Если ты спрашиваешь, как вода может родить, то и Я спрошу, как семя, которое само водообразно, может образоваться в человека? Посему как над семенем телесным все совершает благодать Божия, так и при крещении предлежит вода, но всё совершает Дух и молитвенное призывание, а особенно присутствие Бога».

### У евангельских христиан
В богословии евангельских христиан «рождение свыше» и водное крещение — события совершенно разные. Согласно их учению, «рождение свыше» происходит одновременно с покаянием и обращением к Богу, а не во время погружения в воду при крещении.

### У евангельских христиан-баптистов
Согласно учению «евангельских христиан-баптистов», истинными признаками «рождения свыше», является полная перемена жизни, ненависть к греху, любовь к Богу и к Церкви, стремление к уподоблению Христу, исполнению воли Божьей и жажда общения с Ним. Таким образом и поместная церковь (община) понимается как «собрание возрождённых душ». Принятие в общину у баптистов происходит через «водное крещение» с предварительным обязательным испытательным сроком для кандидата (катехумена). За время испытельного срока, обычно длящегося от трёх месяцев до нескольких лет, члены общины по внешним признакам пытаются определить что кандидат действительно пережил «рождение свыше».

### Следствие различий
Разное понимание разговора Иисуса Христа с Никодимом обусловливает конфессиональную разницу в вопросе о крещении детей и крещении взрослых без серьёзной катехизации. В исторических церквях это разрешено, у евангельских христиан — нет, так как считается, что человек должен принять решение о крещении сознательно. В то же время в богословии евангельских христиан это не означает, что Царство Небесное закрыто для детей. Так, в «Изложении евангельской веры или Вероучении евангельских христиан» (составленном И. С. Прохановым в 1910 году) говорится, что «Детям, которые не могут проявить сознательной воли, Бог не вменяет их греховности, и им принадлежит Царство Божие без необходимости для них проходить общий путь спасения или исполнять постановления Божии для Церкви, требующие сознательной воли. На основании того, что верующие, увидев на небесах Иисуса, будут подобны Ему только потому, что увидят Его, можно полагать, что возрождение с детьми происходит, когда они увидят Иисуса при переходе в славную вечность».